# St. Johannis (Eisenach)

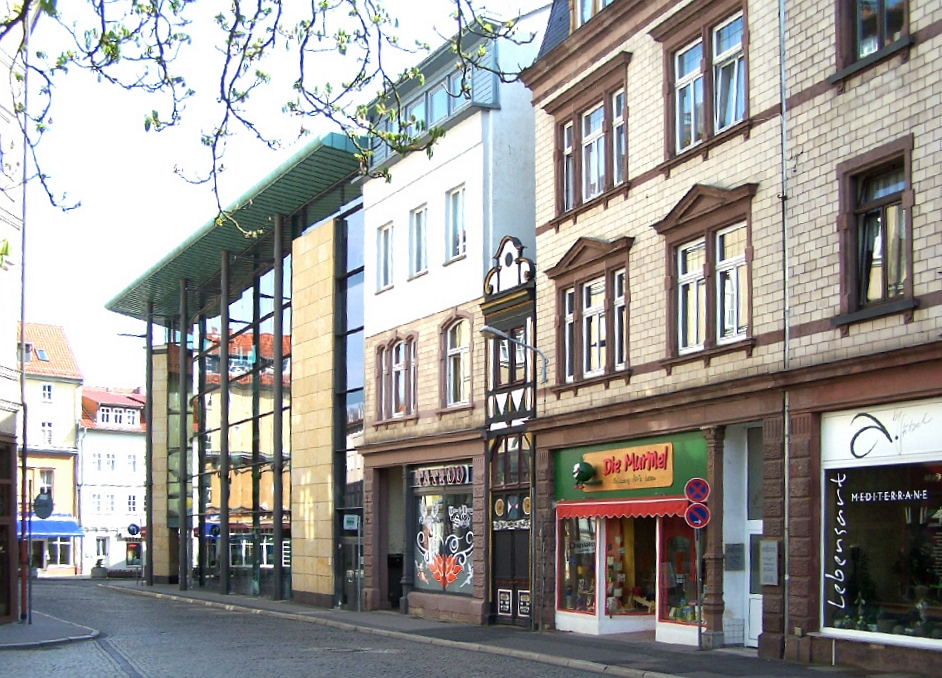
Standort von St. Johannis

Die Kapelle St. Johannis ist ein abgegangenes Bauwerk in Eisenach.
Der in der Eisenacher Altstadt befindliche Johannisplatz und die von diesem abgehende Johannisstraße erinnern beide an eine dort ehemals befindliche gotische Andachtskapelle, deren Standort am Platz des heutigen Kaufhauses Schwager überliefert ist.

## Geschichte
Aus einer Franziskanerchronik geht hervor, dass 1322 ein in Eisenach eintreffender Mönch Friedrich begann, zu Ehren des heiligen Johannes des Täufers innerhalb der Grenzen der Pfarrei St. Nikolai in Eisenach über dem Bächlein „Sceyzbach“ (alter Name des Löbersbach) eine Kapelle zu bauen.
Nachdem dies geschehen war, ließ er einige Geistliche vom Orden der Kreuzträger des heiligen Johannes herbeikommen, die in einem benachbarten Haus damals die geistlichen Stunden abhielten, bis die Kapelle eröffnet war, über deren Ankunft sich die Geistlichkeit sehr wenig erfreute. Nachdem aber wenige Tage vergangen waren, wollten die vorgenannten Kreuzträger benachrichtigt und versichert werden über Aufwand und Empfang von Nahrung und Kleidung, sie wussten sich reichlich zu verschaffen. Weil ihre Absicht nicht zu erreichen war, verabschiedeten sie sich und gingen zurück; nachdem dies geschehen war, wies der einigermaßen aufgeregte Herr der Minderbrüder (Franziskaner) an, alle Steine für eine derartige Kirche heranzuführen, von denen man die bis zur Rolle gebaute steinerne Wand kennt.

„Es geschah 1331 Jahr nach Christi Geburt, da kam Markgraf Friedrich mit seiner Frau Mechthild aus Meißen zu Ostern nach Eisenach, und da hatte er eine Eingebung des Heiligen Geistes in dem Sinne, daß sie in die St.-Johannes-Kapelle, die in der Pfarrei von St. Nikolai gelegen war, an der Löbersgasse, vier Barfüßerbrüder (Franziskaner)setzen und mit Almosen belegen wollten, die sie von Zinsen und Renten ewig gebrauchen sollten für ihre Seelen und all ihrer Eltern, und diese sollten da täglich Messe und alle Tageszeiten abhalten. Da waren zwei Grafen in ihrem Rat, einer von Schwarzburg und der andere zu Käfernburg, die rieten ihm (aber), daß er eine Kapelle unter der Wartburg baute, …“

Aus den oben zitierten Quellen geht zunächst die ungefähre Lage der Kapelle hervor: sie befand sich im Bereich des Pfarrbezirks von St. Nikolai – d. h. im Bereich des östlichen Teils der ummauerten Altstadt von Eisenach sowie in unmittelbarer Nähe eines Baches – in wörtlicher Übersetzung „über“ dem Sceyzbach, dem heutigen Löbersbach. Die latente Hochwassergefahr des Löbersbaches mag der Anlass für die Aufgabe der Kapelle gewesen sein, möglich ist aber auch der ausgeübte Druck auf den Stadtherren durch die Kirchenoberen – im Bereich des heutigen Johannisplatzes berührten sich die Pfarrbezirksgrenzen der Pfarreien von St. Nikolai (Karlsplatz), St. Georgen (Markt) und St. Marien (Frauenberg), eine weitere Kapelle wurde als Konkurrenz empfunden.